# مجرة حلقة قطبية
مجرة الحلقة القطبية أو مجرة حلقية قطبية (بالإنجليزية: Polar-ring galaxy)‏ هو نوع من المجرات تدور فيها الحلقة الخارجية من الغاز والنجوم فوق قطبي المجرة.
ويعتقد أن المجرات الحلقية القطبية تتشكل نتيجة تفاعل مجري بفعل الجاذبية بين مجرتين. أحد الاحتمالات هو أن المادة يتم تجريدها ماديا من مجرة عابرة لإتنتج حلقة قطبية، والاحتمال الآخر هو أن مجرة صغيرة تصطدم بشكل متعامد مع مستوى دوران مجرة أكبر، لتشكل المجرة الأصغر بنية حلقية-قطبية.
المجرة الحلقية-القطبية المشهورة هي المجرات المحدبة، ولكن من وجهة النظر المادية هي جزء من فئة أوسع من المجرات بما فيها المجرات الإهليلجية أول أربع مجرات محدبة تم تحديدها على أنها حلقية قطبية هي: NGC 2685، و NGC 4650A، و A 0136 -0801، و ESO 415 -G26. إن هذه المجرات تم دراستها على نطاق واسع، ومنذ ذلك الحين تم تحديد العديد من المجرات القطبية الحلقية.
وقد تم تحديد أول المجرات الإهليلجية الحلقية القطبية في عام 1978. وكانت إن جي سي 5128، إن جي سي 5363، إن جي سي 1947 والدجاجة أ.

## فهرس سلوان للمجرات الحلقية القطبية
هو أطلس فلكي موجز يفهرس هذة الفئة الفريدة من المجرات تم إنشاؤه من نتائج مشروع جالاكسي زوو الأصلي. الذي دقق في أكثر من 40000 صورة من مسح سلون الرقمي للسماء (SDSS) واختار 275 من المجرات لتكون ضمن هذة الفئة.

## معرض

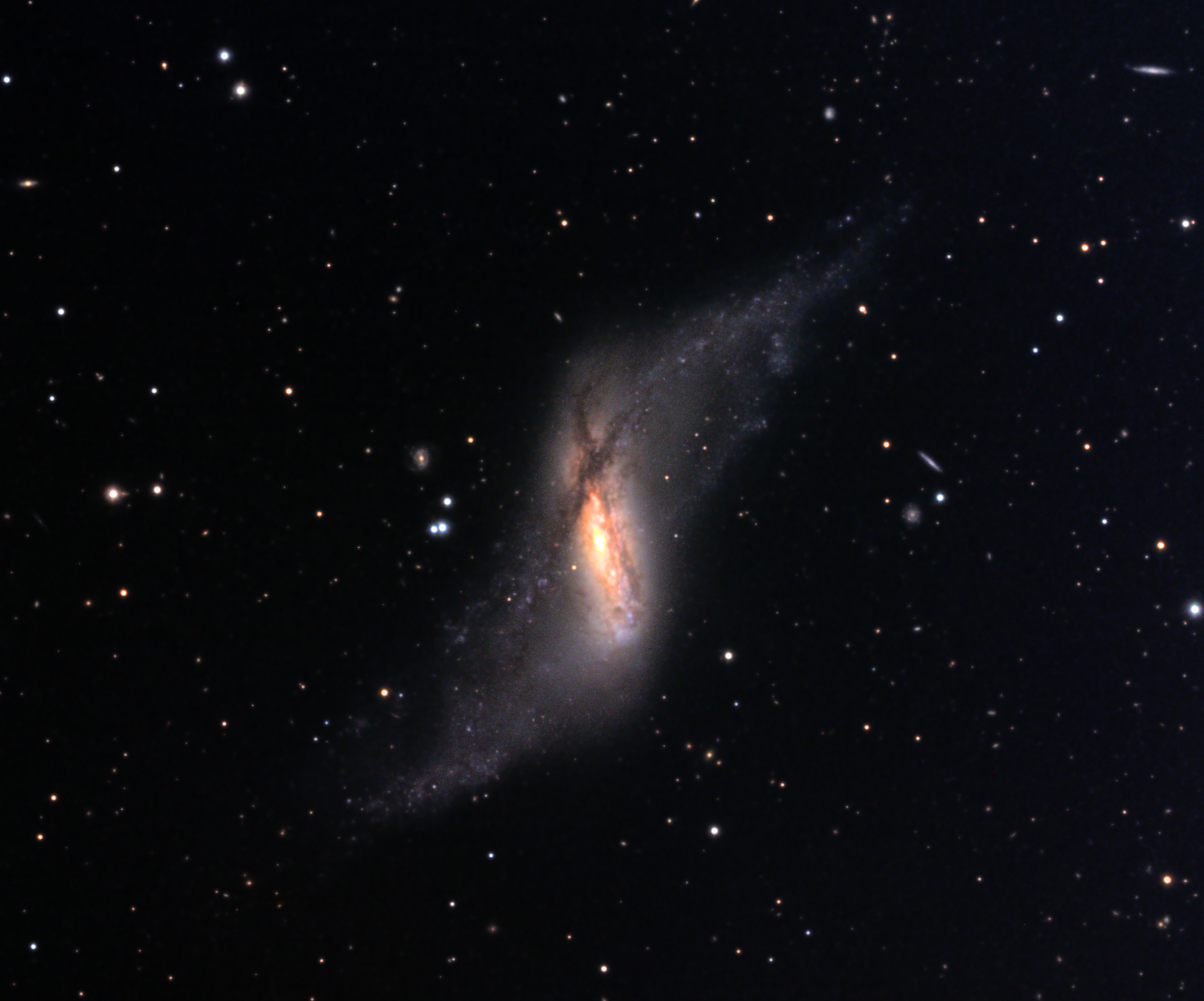
إن جي سي 660 مجرة قطبية. تلسكوب 24 بوصة على جبل ليمون، اريزونا..
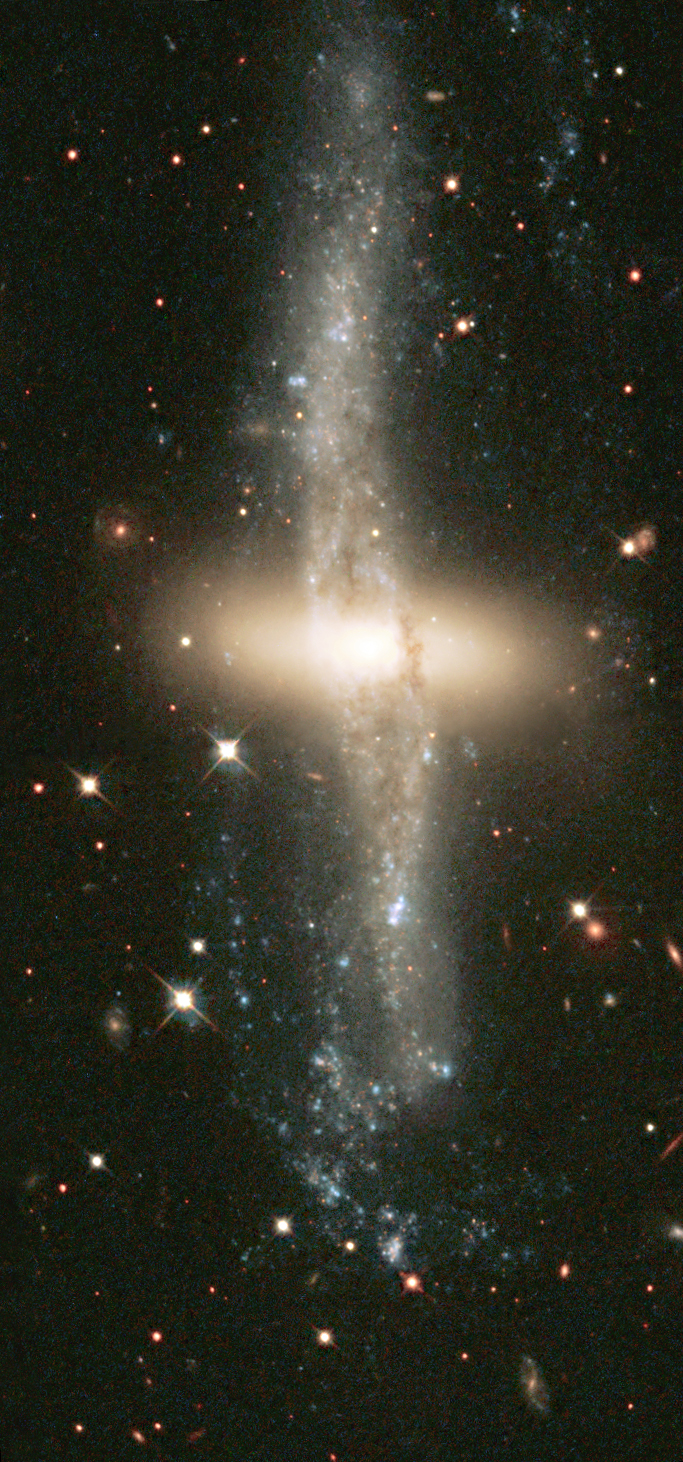
إن جي سي 4650أ, مثال على المجرة حلقية قطبية
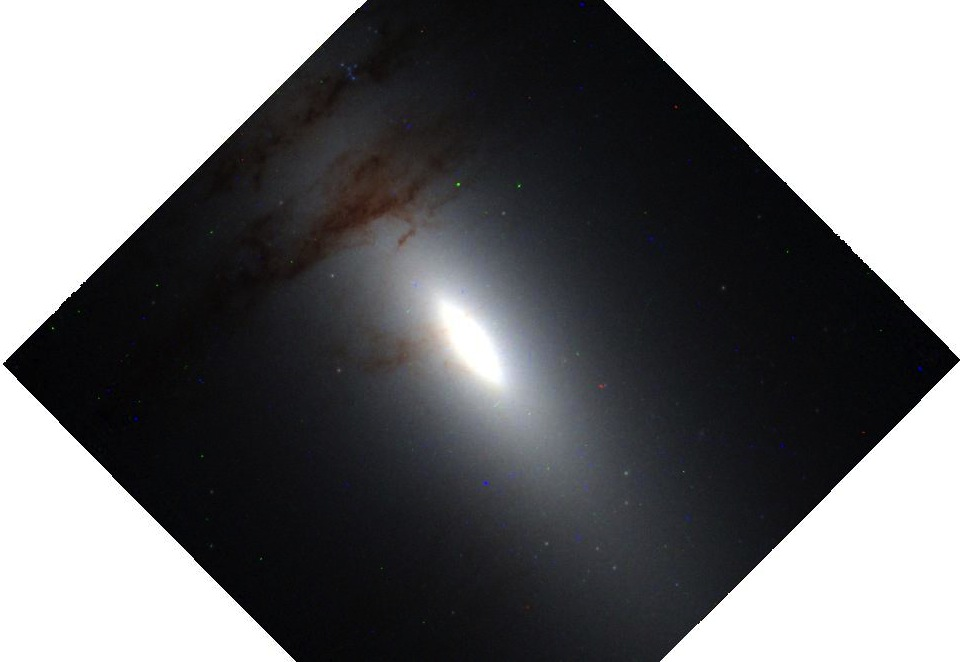
إن جي سي 2685, مرصد هابل
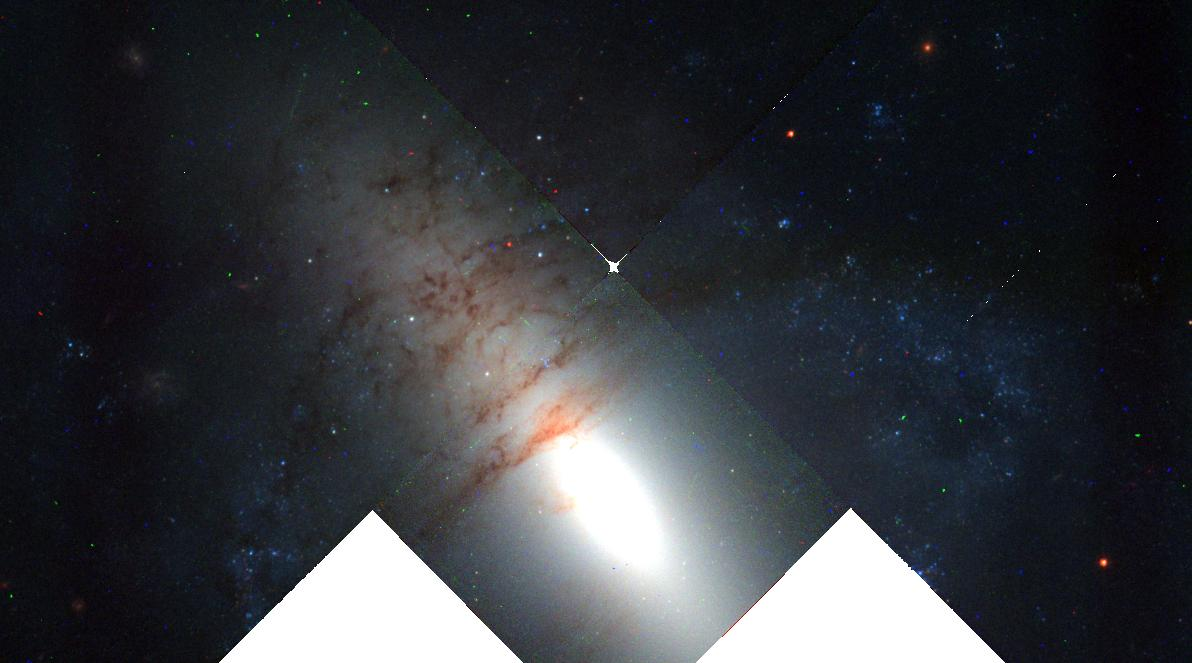
إن جي سي 2685, مرصد هابل (نظرة أكثر تفصيلا.)
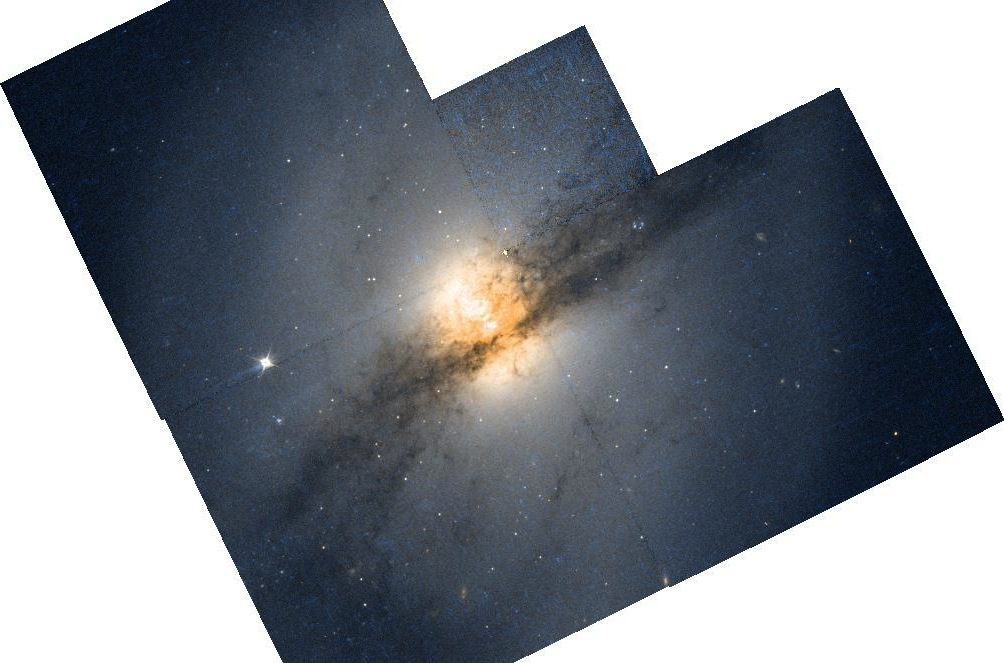
ن جي سي 3718 مرصد هابل

## روابط خارجية
- صورة اليوم الفلكية (Astronomy Picture of the Day)
  - Polar Ring Galaxy NGC 4650A - 10 مايو 2007
  - Polar Ring Galaxy NGC 2685 - 16 فبراير 2007
  - Polar Ring Galaxy NGC 660 - 3 ديسمبر 2007
- Internet Voters Get Two Galaxies in One from Hubble
- X marks the spot in dark matter web - تقدم  المجرات الحلقية القطبية أول أدلة مباشرة على وجود النسيج الكوني، نيو ساينتست، 29 فبراير 2008